# Conophorus syriacus
Conophorus syriacus är en tvåvingeart som beskrevs av Paramonov 1929. Conophorus syriacus ingår i släktet Conophorus och familjen svävflugor. Inga underarter finns listade i Catalogue of Life.